# Roissy-en-Brie
Roissy-en-Brie (bis 1988 Roissy) ist eine französische Gemeinde mit 23.521 Einwohnern (Stand 1. Januar 2022) im Département Seine-et-Marne in der Region Île-de-France. Die Einwohner werden Roisséens genannt.

## Geographie
Die Gemeinde liegt etwa 23 Kilometer südöstlich von Paris. Das Gemeindegebiet wird vom Flüsschen Morbras durchquert. Nachbargemeinden sind Croissy-Beaubourg im Norden, Pontcarré im Osten, Ozoir-la-Ferrière im Süden, Pontault-Combault im Westen und Émerainville im Nordwesten. 

### Verkehrsanbindung
Die Gemeinde verfügt über eine Station des Pariser Schnellbahnnetzes RER. Sie liegt an der Bahnstrecke Paris–Mulhouse und wird von der RER E bedient.

## Geschichte
Im Jahre 1810 wurde Roissy-en-Brie an die benachbarte Gemeinde Pontcarré angeschlossen. Am 3. Juni 1829 wurde sie wieder eine eigenständige Gemeinde.

## Politik und Verwaltung
Bürgermeister ist seit 2015 François Bouchart.

## Partnergemeinden
Roissy-en-Brie ist Partner der Gemeinden Barmstedt (Schleswig-Holstein, seit 1980) und Colwyn Bay in Wales (seit 1986).

## Sehenswürdigkeiten
- Château de Roissy (Schloss Roissy), heute Rathausgebäude
- Schlosspark
- Kirche St-Germain (siehe auch: Liste der Monuments historiques in Roissy-en-Brie)

## Persönlichkeiten
- Joseph Bodin de Boismortier (1689–1755), französischer Flötist,  Cembalist und Komponist
- Paul Pogba (* 1993), französischer Fußballspieler